# 包振民
包振民（1961年12月27日—），男，山东烟台人，中国贝类遗传学与育种学专家，中国工程院院士。

## 生平
1982年毕业于山东海洋学院生物系。1997年毕业于青岛海洋大学，获水产养殖学博士学位。2007年至今任中国海洋大学海洋生物遗传学与育种教育部重点实验室主任；2011年至今任中国海洋大学海洋生命学院院长。
2017月11月23日，在《自然》杂志子刊《自然·通讯》发表论文《扇贝基因组揭示其对半附着生活方式和神经毒素耐受的分子适应机制》。
2017年当选为中国工程院院士。
2018年9月22日，包振民受聘万里学院特聘教授。